# Limba vietnameză
Limba vietnameză (în vietnameză: tiếng Việt, în vietnameză chữ nôm, „㗂越”) este o limbă vorbită în majoritate în Vietnam.
Alfabetul (în vietnameză quốc ngữ):
| litera | numele de literă | AFI                   |
| ------ | ---------------- | --------------------- |
| A a    | a                | aː                    |
| Ă ă    | á                | a                     |
| Â â    | ớ                | ə, ɜ                  |
| B b    | bê, bờ           | ɓ, ʔb                 |
| C c    | xê, cờ           | k                     |
| Ch ch  | -                | c, tɕ                 |
| D d    | dê, dờ           | z, sud: j             |
| Đ đ    | đê, đờ           | ɗ, ʔd                 |
| E e    | e                | ɛ                     |
| Ê ê    | ê                | e                     |
| G g    | giê, gờ          | ɣ ʒ (înainte i, ê, e) |
| H h    | hát, hờ          | h                     |
| I i    | i ngắn           | i                     |
| K k    | ca               | k                     |
| Kh kh  | -                | x                     |
| L l    | e-lờ, lờ         | l                     |
| M m    | em-mờ, mờ        | m                     |
| N n    | en-nờ, nờ        | n                     |
| Nh nh  | -                | ɲ                     |
| Ng ng  | -                | ŋ                     |
| O o    | o                | ɔ                     |
| Ô ô    | ô                | o                     |
| Ơ ơ    | ơ                | əː, ɜː                |
| P p    | pê, pờ           | p                     |
| Ph ph  | -                | f                     |
| Q q    | quy, quờ         | k                     |
| R r    | e-rờ, rờ         | z/sud: ʐ, ɹ           |
| S s    | ét-sì, sờ        | s, sud: ʂ             |
| T t    | tê, tờ           | t                     |
| Th th  | -                | tʰ                    |
| Tr tr  | -                | ʈʂ, ʈ                 |
| U u    | u                | u                     |
| Ư ư    | ư                | ɯ                     |
| V v    | vê, vờ           | v, sud: j             |
| X x    | ích-xì, xờ       | s                     |
| Y y    | i dài, i-cờ-rét  | iː                    |

## Vocabular

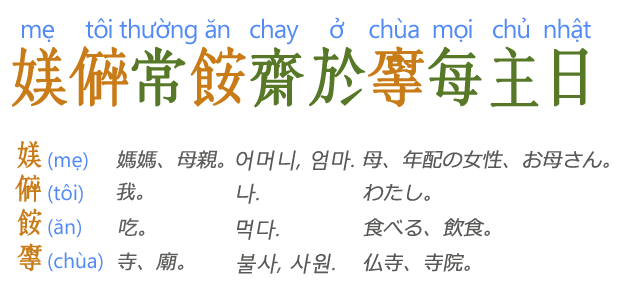
Caractere în portocaliu sunt cuvinte ce-a fost delivat din vietnameză pură, Caractere în verde sunt din chineză.
"Mama mea mănâncă alimente vegetariale la templul fiecare duminică"

Limba vietnameză a utilizat caractere chinezești și, prin urmare, multe cuvinte provin din limba chineză.